# Jenakijeve
Jenakijeve eller Yenakiieve (ukrainsk: Єнáкієве, Yenákiieve; russisk: Ена́киево, Yenákiyevo) er en by i Donetsk oblast (provins) i det østlige Ukraine. Den er indlemmet som en by af regional betydning (en særlig status inden for regionen svarende til en raion (distrikt)). Byen ligger ved Krynka-floden ca. 60 km fra oblastens administrative centrum, Donetsk. Dens befolkning er ca. 77.053 (2021).
Jenakijeve er et vigtigt regionalt center for kulminedrift, metallurgi, kemiskproduktion og fremstilling. Byens forældede industri har forårsaget ulykker som f.eks. en gaseksplosion, der fandt sted i juni 2008 i en af Jenakijeve's kulminer.
Jenakijeve blev grundlagt i 1898, da adskillige arbejderbosteder omkring Peters jern- og stålværk blev forenet til en enkelt bebyggelse opkaldt efter Fyodor Yenakiyev (ru). Dens første kulminer var fra 1883. Bygden blev indlemmet som by i 1925. I 1958 var byen og fabrikkerne vokset betydeligt og havde overhalet de omkringliggende landsbyer Simyukuo, Yevrah og Tsiminyenny, som alle blev genbosat i deres helhed, da det lokale husdyrhold ikke kunne overleve de voksende stålværkers afstrømning og forurening.
En af de ældste metallurgiske fabrikker i Ukraine - Jenakijeve jern- og stålværk - er i drift i Jenakijeve.
Byen er kendt som fødested for den tidligere præsident i Ukraine, Viktor Janukovitj (i embedet 2010-2014).